# Aerospiza
Genre
Aerospiza est un genre d'oiseaux de la famille des Accipitridae.
Son nom combine les mots grecs αερος air et σπιζιας faucon (< σπιζα bouvreuil  < σπιζω chanter ; πιαζω agripper).
Les cinq premières rémiges primaires sont émarginées sur la toile externe, la cinquième étant la plus longue, la rémige primaire la plus externe est plus courte que les rémiges secondaires et la queue mesure les trois quarts de la longueur de l'aile.

## Liste des espèces
Selon la classification de référence du Congrès ornithologique international (14.2, 2024) il comporte trois espèces :
- A. toussenelii (Verreaux, Verreaux & Des Murs, 1855) – Autour de Toussenel
- A. tachiro (Daudin, 1800) – Autour tachiro
- A. castanilius (Bonaparte, 1853) – Autour à flancs roux